# 203 mm/50 Model 1924
203 mm/50 Model 1924 е корабно оръдие с калибър 203 mm и дължина на ствола 50 калибра, разработено и произвеждано във Франция. Състои на въоръжение във ВМС на Франция. Първото морско френско оръдие с този калибър. Предназначено е за основно въоръжение на тежките крайцери. С тези оръдия са снабдени тежките крайцери от типа „Дюкен“ и „Сюфрен“, а също и подводницата „Сюркуф“. последващо развитие на тази артсистема е 203 mm оръдие Model 1931, разработено за тежкия крайцер „Алжери“. Обаче, според данните на други източници, оръдията Model 1931 са само малка модификация на оръдията Model 1924.

## История на създаването
Калибърът 203 mm по-рано не се използва от френския флот. До края на Първата световна война французите предпочитат необичайните за световната практика калибри 194 mm и 240 mm. Тласък за създаването на новата артилерийска система става Вашингтонският морски договор от 1922 г., постановяващ за крайцерите предел за стандартната водоизместимост от 10 000 дълги тона и калибър на артилерията не повече от 203 mm. Още преди сключването на договора френският флот успява да поръча крайцерите от типа „Дюге Труен“, със стандартна водоизместимост около 8000 тона и въоръжени със 155 mm оръдия. Този проект напълно удовлетворява флота, но условията на Вашингтонското съглашение предизвикват опасенията, че сега всички подписали договора страни ще започнат строителството на крайцери с максимално допустимия размер и огнева мощ. Не желаещ да получават крайцери отстъпващи на чуждестранните, Морския генерален щаб дава задание за проектирането на крайцерите от типа „Дюкен“, въоръжени с 203 mm артилерия. Именно за тях и е проектирано оръдието Model 1924.

## Конструкция
203 mm оръдие Model 1924 има проста и надеждна конструкция. Стволът се състои от вътрешна тръба, кожух и скрепяващ пръстен. Затворът е бутален и се отваря нагоре. Използва се картузно зареждане от две части, с общо тегло 53 kg. Налягането на газовете в ствола при изстрел достига 3200 kg/cm². Живучестта на ствола съставлява 600 изстрела.
Първоначално за оръдията са разработени два типа снаряди – бронебоен, с маса 123,1 kg и фугасен, с маса 123,82 kg. При начална скорост на бронебойния снаряд от 850 m/s, далечината на стрелба при ъгъл на възвишение от +45° достига 31 400 m. По-късно са разработени олекотени снаряди – бронебоен, с маса 119,07 kg и фугасен, с маса 119,72 kg. Зарядът взривно вещество съставлява за всички бронебойни снаряди 4 kg, а при фугасните – 8,3 kg.
През 1936 г. на въоръжение е приет свръхтежкият бронебоен снаряд, с маса 134 kg. По тегло той е по-лек в своя клас само от американския снаряд (152 kg). Зарядът от 47 kg, също в два картуза, осигурява начална скорост от 820 m/s и далечина на стрелбата 30 000 m, при налягане в канала на ствола от 3000 kg/cm².